# قاباق‌دیبی
قاباق‌دیبی (به لاتین: Qabaqdibi) یک منطقه مسکونی در جمهوری آذربایجان است که در شهرستان یاردیملی واقع شده است. قاباق‌دیبی ۱۳۷۴ نفر جمعیت دارد.